# Сеитба
Сеитбата е важно агротехническо мероприятие, при което става полагане на семето в почвата при определен и специфичен за всяка култура начин, срок, дълбочина и посевна норма. Когато се използва разсад, клубени, кореноплоди и посадъчен материал за трайни насаждения се използва понятието засаждане.

## Подготовка на семената за сеитба
За сеитба следва да се използва автентичен семенен материал, който се подлага на различни процедури за да бъде подготвен за сеитба:
- Почистване на семената. От семената се отделят всички примеси – недоразвити, спарушени и счупени семена на същия сорт и култура; семена от други култури; семена от плевели, сламки, други твърди примеси;
- Сортиране – представлява сепариране на семената по големина, форма и маса;
- Калибриране – извършва се при семената от окопни култури (царевица, слънчоглед и др.), чиито семена се разделят на фракции по големина, за да могат да се използват най-добре машините за сеитба на тези култури;
- Обеззаразяване – представлява третиране на семената с фунгициди и инсектициди срещу болести и неприятели. Заедно с обеззаразяването може да се прилага и третиране на семената с биостимулатор и торове с микроелементи;
- Дражиране – използва се при семена с неправилна форма, каквито са на цвеклото и доматите. Заедно с дражирането се прилага и обеззаразяване, както и третиране с биостимулатори и торове – семената се „облепват“ с инертни материали, към които се прибавят активни вещества;

## Начини на сеитба
Най-често се прилагат 3 основни начина на сеитба:
- Сеитба на слята повърхност – използва се при повечето зърнено-житни(пшеница, ечемик, тритикале, ръж, овес, просо), при зърнено-бобови (грах, леща), при многогодишните и едногодишните треви (детелина, люцерна, ежова главица, изкуствени пасища), при рапица и пр. Различават се 2 подвида:
  - Редова сеитба – извършва се с редосеялки на междуредие 10 – 15 см;
  - Разпръсната сеитба – извършва се ръчно, когато се засяват лехи за разсадопроизводство или със съвременни машини за разпръсната подпластова сеитба, каквито са някои комбинирани сеялки;
- Сеитба на широки междуредия. Това е характерна сеитба за повечето окопни култури.
  - Обикновена редова сеитба – прилага се при някои култури (фасул, бакла, соя и др.) чрез нагласяване на обикновена редосеялка за сеитба на по-голямо междуредие
  - Точна сеитба. Използват се сеялки със специални сеещи апарати за точна сеитба – вакуумни или с налягане. Пприлагат се най-често 2 стандартни междуредия – 45 см при цвекло, 70 и 75 см при царевица, слънчоглед, соя, фасул и т.н.
  - Точна сеитба на бостанни култури (до 2 м) – при тикви, пъпеши и дини.
- Сеитба на ленти. При тази сеитба лентите се засяват на слята повърхност, имат обикновено ширина до 1 – 1,20 м и между две ленти има междулентово разстояние, най-често равно на ширината на гумите на трактора. При някои култури (домати) лентата има само 2 реда.

## Срокове на сеитба
Срокът на сеитба зависи от биологичните особености на културата. Поради това, че е възприета есента за начало на стопанската година в земеделието, сеитбата на земеделските култури има следната последователност:
- Ранна есенна сеитба (начало на септември) – рапица, репко
- Есенна сеитба (край на септември – начало на ноември) – зимни зърнено-житни култури
- Късна есенна сеитба (ноември) – зимуващи култури (овес, леща, грах)
- Ранна пролетна сеитба (края на февруари – средата на март) – сеитби за разсади, леща, грах, бакла, пролетен ечемик, пролетна пшеница и т.н.
- Средно ранна пролетна сеитба (средата на март – средата на април) – цвекло, слънчоглед и др.
- Късна пролетна сеитба (средата на април – средата на май) – царевица, просо, сорго, фасул, соя и др.
- Сеитба на втори култури (след прибиране на ечемик) – царевица и др.
- Перманентна сеитба – тревни смеси, с напояване веднага след сеитбата.

## Дълбочина на сеитба
Дълбочината на сеитбата зависи от няколко фактора:
- Едрината на семената – при нормално овлажняване на почвата, колкото са по едри семената, толкова по-голяма е дълбочината на тяхното залагане. Най-плитко се засяват семената за производство на разсади (1 см) и най-дълбоко семената на царевицата (8 – 9 см);
- Овлажняването на почвата – при културите, които се сеят с машини следва да се увеличи дълбочината на сеитбата с 1 – 2 см при засушаване към срока на сеитбата;
- Типа на почвата – при по-леките почви дълбочината на сеитбата е по-голяма и обратно;

## Посевна норма и гъстота на сеитбата
При културите, които се отглеждат на слята повърхност обикновено се говори за посевна норма, а при окопните култури – за гъстота на посева.
Посевната норма представлява броя на кълняеми семена (к.с.) на 1 m². Тя варира в доста широки граници и е специфична за различните култури:
- при пшеница – 500 – 550 к.с./m²
- при ечемик – 400 – 450 к.с./m²
- при леща – 300 – 350 к.с./m²
- при грах – 100 – 120 к.с./m²
- при фасул – 35 – 45 к.с./m²

От посевната норма, чрез показателите кълняемост (стопанска стойност) и абсолютна маса (маса на 1000 семена) се изчислява сеитбена норма, която представлява кг семена за 1 дка. При някои култури с много дребни семена (рапица, репко, люцерна) се използва само този показател:
- при рапица – 0,500 кг/дка
- при люцерна – 1 – 3 кг/дка

Оптималната гъстота на посева при окопните култури е твърде разнообразна:
- при слънчоглед – 5000 – 6000 раст./дка
- при царевица (поради използване на различни по ранозрялост хибриди) – 5000 – 8000 раст./дка
- при сорго – 15000 – 25000 раст./дка

## Машини за извършване на сеитба
Съвременната индустрия предлага многоброен избор на машини за сеитба, които имат общото название сеялки.
Сеялката като машина се използва за сеитба след предсеитбена обработка на почвата. Обикновено сеялките са пригодени единствено за сеитба, независимо от това, че към една част от тях се прикачат заравняващи брани, а към друга са монтирани притипкващи колела (валячета). Съществуват и сеялки, които извършват сеитбата без предсеитбена обработка на почвата, като:
- Сеялки за директна сеитба – при тези сеялки преди сеещия апарат е монтиран дисков нож за отваряне на бразда за полагане на семената;
- Комбинирани сеялки – тези машини са предназначени най-вече за сеитба, но съдържат и други органи, поради което извършват няколко операции:
  - предсеитбена обработка + сеитба
  - предсеитбена обработка + сеитба + торене
  - предсеитбена обработка + сеитба + торене + растителна защита (третиране на посева след сеитбата)

Традиционните сеялки са най-общо 2 типа:
- Сеялки за извършване на слята сеитба (редосеялки). Те имат опростена конструкция – кош за семената, механизми за нагласяване на сеитбената норма и дълбочината на сеитбата, семепроводи и сеещи органи и маркири за получаване на гарниран посев.
- Сеялки за точна сеитба на окопни култури. Те имат по-сложна конструкция – най-често няколко сеещи секции, всяка от които има кутия за семена, сеещи дискове за точна сеитба, сеещи „пети“ и притъпкващи органи. Общата част е апарат за получаване на вакуум или налягане, което се отвежда по тръбопроводи до всяка сееща секция и маркири за получаване на гарниран посев.